# Liste de lacs en Californie

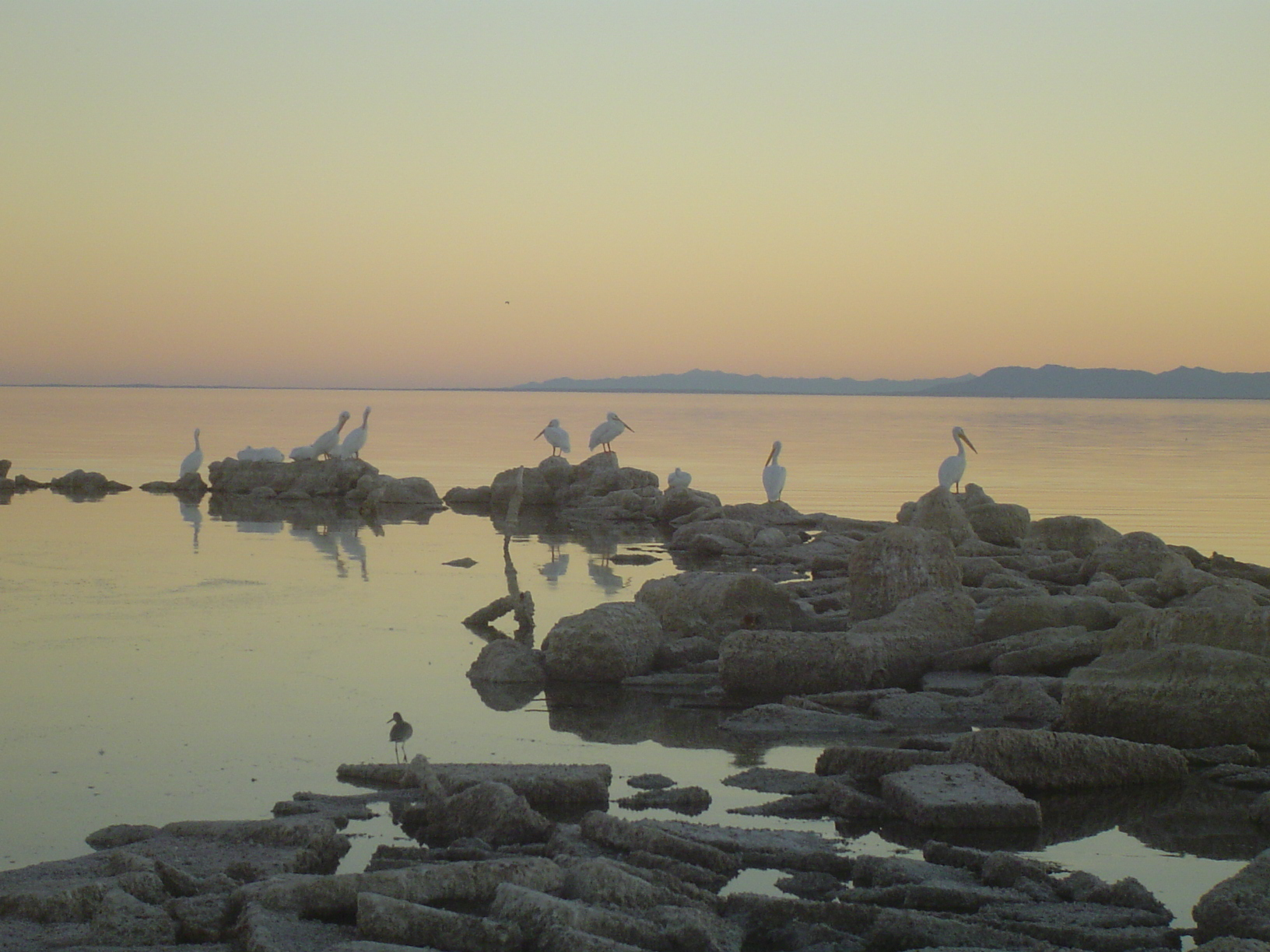
Salton Sea.

L'État américain de Californie compte plusieurs lacs importants :
- Clear Lake (comté de Lake) - 177 km2
- Lake Honey - 190 km2
- Lac Mono (comté de Mono) - 180 km2
- Salton Sea (en Californie du Sud) - 974 km2
- Lac Tahoe (à cheval sur la Californie et le Nevada) - 502 km2
- Convict Lake (comté de Mono) - 0,84 km2

Asséché : lac Owens dans la vallée de l'Owens
Il y a plus de 3 000 lacs nommés, réservoirs et lacs asséchés dans l'État américain de Californie .

## Les plus grands lacs

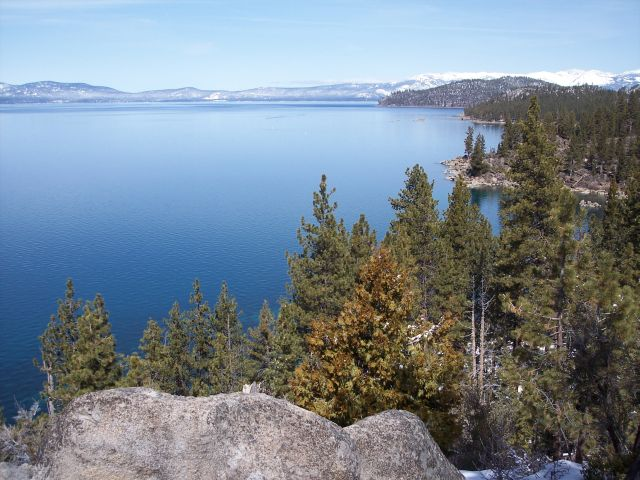
Le lac Tahoe est le deuxième lac le plus profond des États-Unis

En termes de superficie couverte, le plus grand lac de Californie est le Salton Sea, un lac formé en 1905 qui est maintenant salin. Il occupe 970 km2 dans le coin sud-est de l'État, mais parce qu'il est peu profond, il ne tient qu'environ 9,3 trillions de litres d'eau. Le lac Tulare dans la vallée de San Joaquin est le plus grand, à environ 1 800 km2, jusqu'à ce qu'il soit asséché dans les dernières années du XIXe siècle.
En termes de volume, le plus grand lac de la liste est le lac Tahoe, situé à la frontière entre la Californie – Nevada. Il contient environ 150 km3 d'eau. C'est aussi le plus grand lac d'eau douce de la région, à 490 km2 et le lac le plus profond, d'une profondeur maximale de 501 m.
Parmi les lacs d'eau douce entièrement contenus dans l'État, le plus grand en superficie est Clear Lake, qui couvre 180 km2.
De nombreux grands lacs de Californie sont en fait des réservoirs : des plans d'eau douce artificiels. En termes de superficie et de volume, le plus grand d'entre eux est le lac Shasta, qui s'est formé derrière le barrage de Shasta dans les années 1940. Le barrage peut retenir 5.615 trillions de litres d'eau sur 120,4 km2.
Le Lake Elsinore, qui couvre 12 km2, est présenté comme le plus grand lac naturel d'eau douce du Sud de la Californie.

## Liste
| Nom                            | Comté                             | Type (origine)                                                                            | Superficie |
| ------------------------------ | --------------------------------- | ----------------------------------------------------------------------------------------- | ---------- |
| Abbotts Lagoon                 | Marin                             | Lac naturel (vallée submergée)                                                            | 81         |
| Almaden Reservoir              | Santa Clara                       | Lac de barrage (Almaden Dam)                                                              | 25         |
| Lac Almanor                    | Plumas                            | Lac de barrage (Lake Almanor Dam)                                                         | 11,5       |
| Lac Aloha                      | El Dorado                         | Lac de barrage (Medley Lakes Dam)                                                         | 254        |
| Lake Alpine                    | Alpine                            | Lac de barrage (Alpine CA00422 Dam)                                                       | 72         |
| Alpine Lake                    | Marin                             | Lac de barrage (Alpine CA00204 Dam)                                                       | 91         |
| Lac Amador                     | Amador                            | Lac de barrage (Jackson Creek Dam)                                                        | 156        |
| Lac Anderson                   | Santa Clara                       | Lac de barrage (Leroy Anderson Dam)                                                       | 400        |
| Lacs Angora                    | El Dorado                         | Lac naturels (glaciaires)                                                                 | 12         |
| Antelope Lake                  | Plumas                            | Lac de barrage (barrage Antelope)                                                         | 377        |
| Antonelli Pond                 | Santa Cruz                        | Lac de barrage (1908)                                                                     | 2,8        |
| Lac Anza                       | Contra Costa                      | Lac de barrage (C L Tilden Park Dam)                                                      | 4          |
| Lake Arrowhead Reservoir       | San Bernardino                    | Lac de barrage (Lake Arrowhead Dam)                                                       | 320        |
| Atascadero Lake                | San Luis Obispo                   | Lac de barrage                                                                            | 12         |
| Lac Avonelle                   | Tuolumne                          |                                                                                           |            |
| Badwater Basin                 | Inyo                              | Lac naturel asséché (bassin endoréique)                                                   |            |
| Lac Baker                      | Shasta                            | Lac naturel                                                                               | 4          |
| Lake Balboa                    | Los Angeles                       |                                                                                           | 11         |
| Baldwin Hills Reservoir        | Los Angeles                       | Ancien lac artificiel (Baldwin Hills Dam) brisé en 1963                                   |            |
| Baldwin Lake                   | Los Angeles                       | Lac naturel                                                                               | 0,40       |
| Baldwin Lake                   | San Bernardino                    | Lac naturel intermittent                                                                  |            |
| Balsam Forebay                 | Fresno                            | Lac de barrage (Balsam Meadow Dam)                                                        | 24         |
| Barker Reservoir               | Riverside                         | Lac de barrage (Barker Dam)                                                               | 0,081      |
| Bass Lake                      | Madera                            | Lac de barrage (Crane Valley Storage Dam)                                                 | 471        |
| Bass Lake                      | Marin                             | Lac naturel                                                                               | 2,4        |
| Bear Gulch Reservoir           | San Mateo                         | Lac de barrage (Bear Gulch Dam)                                                           | 10         |
| Bear River Reservoir           | Amador                            | Lac de barrage (Bear River Dam)                                                           | 60         |
| Beardsley Lake                 | Tuolumne                          | Lac de barrage (Beardsley Dam)                                                            | 260        |
| Belvedere Lagoon               | Marin                             | Lagon artificiel                                                                          | 27         |
| Lac Berryessa                  | Napa                              | Lac de barrage (Monticello Dam)                                                           | 8400       |
| Bethany Reservoir              | Alameda                           | Lac de barrage (Bethany Forebay Dam)                                                      | 68         |
| Beyers Lakes                   | Nevada                            | Lac naturel                                                                               | 4,9        |
| Bicycle Lake                   | San Bernardino                    | Lac naturel asséché (bassin endoréique)                                                   |            |
| Lac Big Bear                   | San Bernardino                    | Lac de barrage (Bear Valley Dam)                                                          | 1072       |
| Big Dry Creek Reservoir        | Fresno                            | Lac de barrage (Big Dry Creek Dam)                                                        |            |
| Big Sage Reservoir             | Modoc                             | Lac de barrage (Big Sage Dam)                                                             |            |
| Big Tujunga Reservoir          | Los Angeles                       | Lac de barrage (Big Tujunga No. 1 Dam)                                                    |            |
| Black Butte Lake               | Glenn et Tehama                   | Lac de barrage (Black Butte Dam)                                                          |            |
| Boca Reservoir                 | Nevada                            | Lac de barrage (Boca Dam)                                                                 |            |
| Bon Tempe Lake                 | Marin                             | Lac de barrage (Bon Tempe Dam)                                                            |            |
| Bouquet Reservoir              | Los Angeles                       | Lac de barrage (Bouquet Canyon Dam)                                                       |            |
| Bowman Lake                    | Nevada                            | Lac de barrage (Bowman Dam)                                                               |            |
| Brea Reservoir                 | Orange                            | Lac de barrage (Brea Dam)                                                                 |            |
| Brickyard Cove Pond            | Contra Costa                      | Carrière submergée                                                                        |            |
| Bridgeport Reservoir           | Mono                              | Lac de barrage (Bridgeport Dam)                                                           |            |
| Briones Reservoir              | Contra Costa                      | Lac de barrage (Briones Dam)                                                              |            |
| Bristol Lake                   | San Bernardino                    | Lac naturel asséché (bassin endoréique)                                                   |            |
| Lake Britton                   | Shasta                            | Lac de barrage (Pit #3 Dam)                                                               |            |
| Broadwell Lake                 | San Bernardino                    | Lac naturel asséché (bassin endoréique)                                                   |            |
| Brock Reservoir                | Imperial                          | Lac de barrage (2010)                                                                     |            |
| Brush Creek Reservoir          | El Dorado                         | Lac de barrage (Brush Creek Dam)                                                          |            |
| Bucks Lake                     | Plumas                            | Lac de barrage (Bucks Storage Dam)                                                        |            |
| Buena Vista Lake               | Kern                              | Ancien lac naturel drainé XXe siècle                                                      |            |
| Butt Valley Reservoir          | Plumas                            | Lac de barrage (Butt Valley Dam)                                                          |            |
| Lac Butte                      | Lassen                            | Lac naturel                                                                               |            |
| Lac Cachuma                    | Santa Barbara                     | Lac de barrage (Bradbury Dam)                                                             |            |
| Réservoir de Calaveras         | Alameda et Santa Clara            | Lac de barrage (Calaveras Dam)                                                            |            |
| Calero Reservoir               | Santa Clara                       | Lac de barrage (Calero Dam)                                                               |            |
| Lake Calero                    | Sacramento                        | Lac de barrage (Calero Dam)                                                               |            |
| Camanche Reservoir             | Amador, Calaveras, et San Joaquin | Lac de barrage (Camanche Dam)                                                             |            |
| Camp Far West Reservoir        | Nevada, Placer, et Yuba           | Lac de barrage (Camp Far West Dam)                                                        |            |
| Camp Lake                      | Tuolumne                          | Lac naturel                                                                               |            |
| Canyon Lake                    | Riverside                         | Lac de barrage (Railroad Canyon Dam)                                                      |            |
| Caples Lake                    | Alpine                            | Lac de barrage (Caples Lake Dam)                                                          |            |
| Carbon Canyon Reservoir        | Orange                            | Lac de barrage (Carbon Canyon Dam)                                                        |            |
| Lac Casitas                    | Ventura                           | Lac de barrage (Casitas Dam)                                                              |            |
| Castaic Lake                   | Los Angeles                       | Lac de barrage (barrage de Castaic)                                                       |            |
| Castac Lake                    | Kern                              | Lac naturel                                                                               |            |
| Castle Lake                    | Siskiyou                          | Lac naturel (glaciaire)                                                                   |            |
| Lacs Cathedral                 | Mariposa                          | Lac naturels                                                                              |            |
| Cedar Lake                     | San Bernardino                    | Lac de barrage (Cedar Lake Dam)                                                           |            |
| Lake Chabot                    | Alameda                           | Lac de barrage (Lake Chabot Dam)                                                          |            |
| Charlotte Lake                 | Fresno                            | Lac naturel                                                                               |            |
| Cherry Lake                    | Tuolumne                          | Lac de barrage (Cherry Valley Dam)                                                        |            |
| Chesbro Reservoir              | Santa Clara                       | Lac de barrage (Elmer J. Chesbro Dam)                                                     |            |
| Clear Lake                     | Lake                              | Lac naturel réhaussé par la Cache Creek Dam                                               |            |
| Clear Lake Reservoir           | Modoc                             | Lac de barrage (Clear Lake Dam)                                                           |            |
| Lake Clementine                | Placer                            | Lac de barrage (North Fork CA10110 Dam)                                                   |            |
| Clifton Court Forebay          | Contra Costa                      | Lac de barrage (Clifton Court Forebay Dam)                                                |            |
| Cogswell Reservoir             | Los Angeles                       | Lac de barrage (Cogswell Dam)                                                             |            |
| Collins Lake                   | Yuba                              | Lac de barrage (Virginia Ranch Dam)                                                       |            |
| Concow Reservoir               | Butte                             | Lac de barrage (Concow Dam)                                                               |            |
| Contra Loma Reservoir          | Contra Costa                      | Lac de barrage (Contra Loma Dam)                                                          |            |
| Convict Lake                   | Mono                              | Lac naturel                                                                               |            |
| Copco Lake                     | Siskiyou                          | Lac naturel, anciennement Lake Klamea nom changé lors de la construction (Copco No 1 Dam) |            |
| Courtright Reservoir           | Fresno                            | Lac de barrage (Courtright Dam)                                                           |            |
| Coyote Lake                    | San Bernardino                    | Lac naturel asséché (bassin endoréique)                                                   |            |
| Coyote Lake                    | Santa Clara                       | Lac de barrage (Coyote Dam)                                                               |            |
| Lac Crowley                    | Mono                              | Lac de barrage (Long Valley Dam)                                                          |            |
| Crystal Lake                   | Los Angeles                       | Lac naturel                                                                               |            |
| Crystal Springs Reservoir      | San Mateo                         | Réservoirs (Lower Crystal Springs Dam)                                                    |            |
| Cuddeback Lake                 | San Bernardino                    | Lac naturel asséché (bassin endoréique)                                                   |            |
| Lake Cunningham                | Santa Clara                       | Lac de barrage (1979)                                                                     |            |
| Lake Cuyamaca                  | San Diego                         | Lac de barrage (Cuyamaca Dam)                                                             |            |
| Danby Lake                     | San Bernardino                    | Lac naturel asséché (bassin endoréique)                                                   |            |
| Lac Davis                      | Plumas                            | Lac de barrage (Grizzly Valley Dam)                                                       |            |
| Lake De Sabla                  | Butte                             | Lac de barrage (Desabla Forebay 97-005 Dam)                                               |            |
| Deep Lake                      | Siskiyou                          | Lac naturel                                                                               |            |
| Lake Del Valle                 | Alameda                           | Lac de barrage (Del Valle Dam)                                                            |            |
| Diamond Valley Lake            | Riverside                         | Lac de barrage (Diamond Valley Lake Dam)                                                  |            |
| Diaz Lake                      | Inyo                              |                                                                                           |            |
| Dingleberry Lake               | Inyo                              | Lac naturel                                                                               |            |
| Dog Lake                       | Tuolumne                          | Lac naturel                                                                               |            |
| Dorris Reservoir               | Modoc                             | Lac de barrage (Dorris Dam)                                                               |            |
| Dixon Lake                     | San Diego                         | Lac de barrage (Dixon Dam)                                                                |            |
| Dodge Reservoir                | Lassen                            | Lac de barrage (Red Rock No. 1 Dam)                                                       |            |
| Don Pedro Reservoir            | Tuolumne                          | Lac de barrage (Don Pedro Dam)                                                            |            |
| Donnell Lake                   | Tuolumne                          | Lac de barrage (Donnells Dam)                                                             |            |
| Donner Lake                    | Nevada                            | Lac naturel (dammed par moraine) ré-haussé par le Donner Lake Dam                         |            |
| Duvall Lake                    | Napa                              | Lac de barrage (Duvall Dam)                                                               |            |
| Eagle Lake                     | El Dorado                         | Lac naturel                                                                               |            |
| Eagle Lake                     | Lassen                            | Lac naturel (endorheic)                                                                   |            |
| Eagle Lake                     | Tulare                            | Lac naturel                                                                               |            |
| Lake Earl                      | Del Norte                         | lagon naturel                                                                             |            |
| East Park Reservoir            | Colusa                            | Lac de barrage (East Park Dam)                                                            |            |
| Eastman Lake                   | Madera et Mariposa                | Lac de barrage (Buchanan CA10243 Dam)                                                     |            |
| Eaton Wash Reservoir           | Los Angeles                       | Lac de barrage d'écrêtement des crues (Eaton Wash Debris Basin Dam)                       |            |
| Echo Lake                      | El Dorado                         | Lac naturels réhaussé par l'Echo Lake Dam                                                 |            |
| Ediza Lake                     | Madera                            | Lac naturel                                                                               |            |
| El Capitan Reservoir           | San Diego                         | Lac de barrage (El Capitan Dam)                                                           |            |
| Lake El Estero                 | Monterey                          | Lac naturel                                                                               |            |
| El Mirage Lake                 | San Bernardino                    | Lac naturel asséché (bassin endoréique)                                                   |            |
| Lake El Toyonal                | Contra Costa                      |                                                                                           |            |
| Elderberry Forebay             | Los Angeles                       | Lac de barrage (Elderberry Forebay Dam)                                                   |            |
| Lac Eleanor                    | Tuolumne                          | Lac de barrage (Lake Eleanor CA00121 Dam)                                                 |            |
| Lac Eleanor                    | Ventura                           | Lac de barrage (Lake Eleanor CA00737 Dam)                                                 |            |
| Lake Elizabeth                 | Alameda                           | Lac de barrage (1960s)                                                                    |            |
| Elizabeth Lake                 | Los Angeles                       | Lac naturel (sag pond)                                                                    |            |
| Ellis Lake                     | Yuba                              |                                                                                           |            |
| Lake Elsinore                  | Riverside                         | Lac naturel (sag pond)                                                                    |            |
| Lake Elsman                    | Santa Clara                       | Lac de barrage (Austrian Dam)                                                             |            |
| Emerald Lake                   | Shasta                            | Lac naturel                                                                               |            |
| Emerald Lake                   | Trinity                           | Lac naturel                                                                               |            |
| Emerald Pool                   | Mariposa                          | Lac naturel                                                                               |            |
| Emerson Lake                   | San Bernardino                    | Lac naturel asséché (bassin endoréique)                                                   |            |
| Encino Reservoir               | Los Angeles                       | Lac de barrage (Encino Dam)                                                               |            |
| Englebright Lake               | Nevada et Yuba                    | Lac de barrage (Englebright Dam)                                                          |            |
| Lake Evans                     | Kern                              |                                                                                           |            |
| Fallen Leaf Lake               | El Dorado                         | Lac naturel Fallen Leaf Dam raised level                                                  |            |
| Farmington Flood Control Basin | San Joaquin et Stanislaus         | Lac de barrage d'écrêtement des crues (Farmington Dam)                                    |            |
| Lac Flora                      | Tuolumne                          | Lac naturel                                                                               |            |
| Florence Lake                  | Fresno                            | Lac de barrage (Florence Lake Dam)                                                        |            |
| Folsom Lake                    | El Dorado, Placer, et Sacramento  | Lac de barrage (Folsom Dam)                                                               |            |
| Foster Lake                    | Riverside                         | Lac de barrage                                                                            |            |
| Fountaingrove Lake             | Sonoma                            | Lac de barrage (Fountaingrove Dam)                                                        |            |
| Fowler Lake                    | Plumas                            | Lac naturel                                                                               |            |
| Francis Lake                   | El Dorado                         | Lac naturel                                                                               |            |
| French Lake Reservoir          | Nevada                            | Lac de barrage (French Lake Dam)                                                          |            |
| French Meadows Reservoir       | Placer                            | Lac de barrage (L L Anderson Dam)                                                         |            |
| Frenchman Lake                 | Plumas                            | Lac de barrage (Frechman Dam)                                                             |            |
| Lake Fulmor                    | Riverside                         | Lac de barrage                                                                            |            |
| Gibraltar Reservoir            | Santa Barbara                     | Lac de barrage (Gibraltar Dam)                                                            |            |
| Gilmore Lake                   | El Dorado                         | Lac naturel                                                                               |            |
| Goldstone Lake                 | San Bernardino                    | Lac naturel asséché                                                                       |            |
| Goose Lake                     | Modoc                             | Lac naturel intermittent (glaciaire)                                                      |            |
| Grant Lake                     | Mono                              | Lac de barrage (Grant Lake Dam)                                                           |            |
| Green Valley Lake              | San Bernardino                    | Lac de barrage (Green Valley Dam)                                                         |            |
| Lake Gregory                   | San Bernardino                    | Lac de barrage (Lake Gregory Dam)                                                         |            |
| Grizzly Lake                   | Plumas                            | Lac naturel                                                                               |            |
| Grizzly Forebay                | Plumas                            | Lac de barrage (Grizzly Forebay 94-003 Dam)                                               |            |
| Guadalupe Reservoir            | Santa Clara                       | Lac de barrage (Guadelupe Dam)                                                            |            |
| Hansen Flood Control Basin     | Los Angeles                       | Lac de barrage d'écrêtement des crues (Hansen Recreational Lake Dam)                      |            |
| Harper Lake                    | San Bernardino                    | Lac naturel                                                                               |            |
| Lac Havasu                     | San Bernardino                    | Lac de barrage (Parker Dam)                                                               |            |
| Lake Helen                     | Shasta                            | Lac naturel (glaciaire)                                                                   |            |
| Hell Hole Reservoir            | Placer                            | Lac de barrage (Lower Hell Hole Dam)                                                      |            |
| Lake Hemet                     | Riverside                         | Lac de barrage (Lake Hemet Dam)                                                           |            |
| Lake Hennessey                 | Napa                              | Lac de barrage (Conn Creek Dam)                                                           |            |
| Lake Henshaw                   | San Diego                         | Lac de barrage (Henshaw Dam)                                                              |            |
| Hensley Lake                   | Madera                            | Lac de barrage (Hidden Dam)                                                               |            |
| Hernandez Reservoir            | San Benito                        | Lac de barrage (Hernandez Dam)                                                            |            |
| Hesperia Lake                  | San Bernardino                    |                                                                                           |            |
| Hetch Hetchy Reservoir         | Tuolumne                          | Lac de barrage (O'Shaughnessy Dam)                                                        |            |
| Hidden Valley Lake             | Lake                              | Lac de barrage                                                                            |            |
| Hilltop Lake                   | Contra Costa                      | lagon naturel                                                                             |            |
| Lake Hodges                    | San Diego                         | Lac de barrage (Lake Hodges Dam)                                                          |            |
| Hog Flat Reservoir             | Lassen                            | Lac de barrage (Hog Flat Dam)                                                             |            |
| Hollywood Reservoir            | Los Angeles                       | Lac de barrage (Mulholland Dam)                                                           |            |
| Honey Lake                     | Lassen                            | Lac naturel (endorheic sink)                                                              |            |
| Horseshoe Lake                 | Shasta                            | Lac naturel                                                                               |            |
| Horseshoe Lake                 | Alameda                           | Carrière submergée                                                                        |            |
| Howard Lake                    | Mendocino                         | Lac naturel                                                                               |            |
| Howard Lake                    | Mendocino                         | Lac naturel                                                                               |            |
| Hughes Lake                    | Los Angeles                       | Lac naturel (sag pond)                                                                    |            |
| Hume Lake                      | Fresno                            | Lac de barrage (Hume Lake Dam)                                                            |            |
| Huntington Lake                | Fresno                            | Lac de barrage (Huntington Lake 1 Dam)                                                    |            |
| Lake Ilsanjo                   | Sonoma                            | Lac de barrage (1950s)                                                                    |            |
| Imperial Reservoir             | Imperial                          | Lac de barrage (Imperial Diversion Dam)                                                   |            |
| Indian Tom Lake                | Siskiyou                          |                                                                                           |            |
| Indian Valley Reservoir        | Lake                              | Lac de barrage (Indian Valley Dam)                                                        |            |
| Iron Canyon Reservoir          | Shasta                            | Lac de barrage (Iron Canyon Dam)                                                          |            |
| Iron Gate Reservoir            | Siskiyou                          | Lac de barrage (Iron Gate Dam)                                                            |            |
| Irvine Lake                    | Orange                            | Lac de barrage (Santiago Creek Dam)                                                       |            |
| Isabella Lake                  | Kern                              | Lac de barrage (Isabella Dam)                                                             |            |
| Ivanhoe Reservoir              | Los Angeles                       | Lac de barrage (1906)                                                                     |            |
| Ivanpah Lake                   | San Bernardino                    | Lac naturel asséché (bassin endoréique)                                                   |            |
| Jackson Meadows Reservoir      | Nevada et Sierra                  | Lac de barrage (Jackson Meadows Dam)                                                      |            |
| Jenkinson Lake                 | El Dorado                         | Lac de barrage (Sly Park Dam)                                                             |            |
| Jenks Lake                     | San Bernardino                    | Lac de barrage                                                                            |            |
| Lake Jennings                  | San Diego                         | Lac de barrage (Chet Harritt Dam)                                                         |            |
| Jewel Lake                     | Contra Costa                      | Lac de barrage (1922)                                                                     |            |
| June Lake                      | Mono                              | Lac naturel (subalpine)                                                                   |            |
| Lac Juniper                    | Lassen et Plumas                  | Lac naturel (glaciaire)                                                                   |            |
| Kangaroo Lake                  | Siskiyou                          | Lac naturel                                                                               |            |
| Lac Kaweah                     | Tulare                            | Lac de barrage (Terminus Dam)                                                             |            |
| Kent Lake                      | Marin                             | Lac de barrage (Peters Dam)                                                               |            |
| Kern Lake                      | Kern                              | Ancien lac naturel drainé in the 19th century                                             |            |
| Kesterson Reservoir            | Merced                            | former drainage reservoirs (1971) now wetlands                                            |            |
| Keswick Reservoir              | Shasta                            | Lac de barrage (Keswick Dam)                                                              |            |
| Kibbie Lake                    | Tuolumne                          | Lac naturel                                                                               |            |
| Koehn Lake                     | Kern                              | Lac naturel asséché (bassin endoréique)                                                   |            |
| La Grange Reservoir            | Stanislaus et Tuolumne            | Lac de barrage (La Grange Dam)                                                            |            |
| Lafayette Reservoir            | Contra Costa                      | Lac de barrage (Lafayette Dam)                                                            |            |
| Lago Los Osos                  | Alameda                           | Carrière submergée                                                                        |            |
| Laguna Blanca                  | Santa Barbara                     | Lac naturel                                                                               |            |
| Laguna Honda Reservoir         | San Francisco                     | Lac de barrage                                                                            |            |
| Laguna Lake                    | Marin et Sonoma                   | Lac naturel intermittent                                                                  |            |
| Laguna Lakes                   | Orange                            | Lacs naturels                                                                             |            |
| Laguna Seca                    | Santa Clara                       | Ancien lac naturel                                                                        |            |
| Lake Lagunita                  | Santa Clara                       | Lac de barrage (Lagunita Dam)                                                             |            |
| Lake Lagunitas                 | Marin                             | Lac de barrage (Lagunitas Dam)                                                            |            |
| Lake Leavitt                   | Lassen                            | Lac de barrage (Lake Leavitt Dam)                                                         |            |
| Lee Lake                       | Riverside                         | Lac de barrage (Lee Lake Dam)                                                             |            |
| Lewiston Lake                  | Trinity                           | Lac de barrage (Lewiston Dam)                                                             |            |
| Lexington Reservoir            | Santa Clara                       | Lac de barrage (James J. Lenihan Dam)                                                     |            |
| Lincoln Park Lake              | Los Angeles                       |                                                                                           |            |
| Little Grass Valley Reservoir  | Plumas                            | Lac de barrage (Little Grass Valley Dam)                                                  |            |
| Lloyd Lake                     | San Francisco                     | Lac de barrage                                                                            |            |
| Loch Leven                     | Inyo                              | Lac naturel                                                                               |            |
| Loch Leven Lakes               | Placer                            | Lacs naturels                                                                             |            |
| Loch Lomond                    | Santa Cruz                        | Lac de barrage (Newell Dam)                                                               |            |
| Lake of the Lone Indian        | Fresno                            | Lac naturel                                                                               |            |
| Loon Lake                      | El Dorado                         | Lac naturel réhaussé par la Loon Lake Dam                                                 |            |
| Lopez Lake                     | San Luis Obispo                   | Lac de barrage (Lopez Dam)                                                                |            |
| Los Vaqueros Reservoir         | Contra Costa                      | Lac de barrage (Los Vaqueros Dam)                                                         |            |
| Lost Lake                      | El Dorado                         | Lac naturel                                                                               |            |
| Lost Lake                      | Riverside                         | Lac naturel                                                                               |            |
| Lake Loveland                  | San Diego                         | Lac de barrage (Lake Loveland Dam)                                                        |            |
| Lower Bear Reservoir           | Amador                            | Lac de barrage (Lower Bear River Dam)                                                     |            |
| Lower Klamath Lake             | Siskiyou                          | Lac naturel                                                                               |            |
| Lower Otay Reservoir           | San Diego                         | Lac de barrage (Savage Dam)                                                               |            |
| Lucerne Lake                   | San Bernardino                    | Lac naturel asséché (endorheic basin)                                                     |            |
| Lyons Reservoir                | Tuolumne                          | Lac de barrage (Lyons Dam)                                                                |            |
| Magalia Reservoir              | Butte                             | Lac de barrage (Magalia 73 Dam)                                                           |            |
| Malibu Lake                    | Los Angeles                       | Lac de barrage (Malibu Lake Club Dam)                                                     |            |
| Malibu Reservoir               | Los Angeles                       | Lac de barrage (Rindge Dam)                                                               |            |
| Mammoth Pool Reservoir         | Fresno et Madera                  | Lac de barrage (Mammoth Pool Dam)                                                         |            |
| Lake Manix                     | San Bernardino                    | Ancien lac naturel (glaciaire)                                                            |            |
| Lac Manly                      | Inyo                              | Ancien lac naturel (endorheic rift)                                                       |            |
| Manzanita Lake                 | Shasta                            | Lac naturel (dammed by landslide)                                                         |            |
| Martha Lake                    | Fresno                            | Lac naturel                                                                               |            |
| Martis Creek Lake              | Nevada                            | Lac de barrage (Martis Creek Dam)                                                         |            |
| Mary Lake                      | Shasta                            | Lac de barrage                                                                            |            |
| Lake Mathews                   | Riverside                         | Lac de barrage (Mathews Dam)                                                              |            |
| May Lake                       | Mariposa                          | Lac naturel                                                                               |            |
| Lake McCloud                   | Shasta et Siskiyou                | Lac de barrage (McCloud Dam)                                                              |            |
| Lake McClure                   | Mariposa                          | Lac de barrage (New Exchequer Dam)                                                        |            |
| McCoy Flat Reservoir           | Lassen                            | Lac de barrage (McCoy Flat Dam)                                                           |            |
| McKay's Point Reservoir        | Calaveras                         | Lac de barrage (McKay's Point Diversion Dam)                                              |            |
| Meiss Lake                     | Siskiyou                          | Lac naturel (endorheic)                                                                   |            |
| Lake Mendocino                 | Mendocino                         | Lac de barrage (Coyote Valley Dam)                                                        |            |
| Lac Merced                     | San Francisco                     | Lac naturel (dammed by sand bar)                                                          |            |
| Lac Merritt                    | Alameda                           | bras naturel endigué dans les années 1860                                                 |            |
| Miller/Knox Lagoon             | Contra Costa                      | Carrière submergée                                                                        |            |
| Millerton Lake                 | Fresno et Madera                  | Lac de barrage (Friant Dam)                                                               |            |
| Mills Lake                     | Inyo                              | Lac naturel                                                                               |            |
| Minaret Lake                   | Madera                            | Lac naturel                                                                               |            |
| Lake Ming                      | Kern                              | Lac de barrage (Kern River County Park Dam)                                               |            |
| Miramar Reservoir              | San Diego                         | Lac de barrage (Miramar Dam)                                                              |            |
| Mirror Lake                    | Mariposa                          | Lac naturel (glaciaire)                                                                   |            |
| Lake Mission Viejo             | Orange                            | Lac de barrage (Lake Mission Viejo Dam)                                                   |            |
| Modesto Reservoir              | Stanislaus                        | Lac de barrage (Modesto Dam)                                                              |            |
| Lake Mojave                    | San Bernardino                    | Ancien lac naturel (glaciaire)                                                            |            |
| Moon Lake                      | Lassen                            | Lac de barrage (Tule Lake Dam)                                                            |            |
| Mono Lake                      | Mono                              | Lac naturel (endorheic)                                                                   |            |
| Morena Reservoir               | San Diego                         | Lac de barrage (Morena Dam)                                                               |            |
| Morris Reservoir               | Los Angeles                       | Lac de barrage (Morris Dam)                                                               |            |
| Mountain Meadows Reservoir     | Lassen                            | Lac de barrage (Indian Ole Dam)                                                           |            |
| Mud Lake                       | various counties                  |                                                                                           |            |
| Munz Lakes                     | Los Angeles                       | Lac naturel (sag pond)                                                                    |            |
| Murphy Lake                    | Plumas                            | Lac naturel                                                                               |            |
| Murphy Lake                    | Sutter                            | Ancien lac naturel                                                                        |            |
| Lac Murray                     | San Diego                         | Lac de barrage (Murray Dam)                                                               |            |
| Mystic Lake                    | Riverside                         | Lac naturel                                                                               |            |
| Lake Nacimiento                | San Luis Obispo                   | Lac de barrage (Nacimiento Dam)                                                           |            |
| Naraghi Lake                   | Stanislaus                        | Lac de barrage (1980)                                                                     |            |
| Lake Natoma                    | Sacramento                        | Lac de barrage (Nimbus Dam)                                                               |            |
| Nelson Lake                    | San Bernardino                    | Lac naturel asséché (bassin endoréique)                                                   |            |
| New Bullards Bar Reservoir     | Yuba                              | Lac de barrage (New Bullards Bar Dam)                                                     |            |
| New Hogan Lake                 | Calaveras                         | Lac de barrage (New Hogan Dam)                                                            |            |
| New Melones Lake               | Calaveras et Tuolumne             | Lac de barrage (New Melones Dam)                                                          |            |
| New Spicer Meadow Reservoir    | Tuolumne                          | Lac de barrage (New Spicer Meadow Dam)                                                    |            |
| Nicasio Reservoir              | Marin                             | Lac de barrage (Seeger Dam)                                                               |            |
| Lake Norconian                 | Riverside                         | Lac artificiel                                                                            |            |
| Olivenhain Reservoir           | San Diego                         | Lac de barrage (Olivehain Dam)                                                            |            |
| O'Neill Forebay                | Merced                            | Lac de barrage (O'Neill Dam)                                                              |            |
| Lac d'Oroville                 | Butte                             | Lac de barrage (Oroville Dam)                                                             |            |
| Ostrander Lake                 | Mariposa                          | Lac naturel                                                                               |            |
| Owens Lake                     | Inyo                              | Lac naturel asséché                                                                       |            |
| Pacheco Reservoir              | Santa Clara                       | Lac de barrage (North Fork CA00299 Dam)                                                   |            |
| Pacoima Reservoir              | Los Angeles                       | Lac de barrage (Pacoima Dam)                                                              |            |
| Lake Palmdale                  | Los Angeles                       | Lac de barrage (Harold Reservoir Dam)                                                     |            |
| Paradise Lake                  | Butte                             | Lac de barrage (Paradise 73-002 Dam)                                                      |            |
| Pardee Reservoir               | Amador et Calaveras               | Lac de barrage (Pardee Dam)                                                               |            |
| Peeler Lake                    | Mono                              | Lac naturel                                                                               |            |
| Pee Wee Lake                   | Inyo                              | Lac naturel                                                                               |            |
| Lac Perris                     | Riverside                         | Lac de barrage (Perris Dam)                                                               |            |
| Petaluma Reservoir             | Sonoma                            | Lac de barrage (Lawler Dam)                                                               |            |
| Philbrook Reservoir            | Butte                             | Lac de barrage (Philbrook 97-008 Dam)                                                     |            |
| Lake Pillsbury                 | Lake                              | Lac de barrage (Scott Dam)                                                                |            |
| Pine Flat Lake                 | Fresno                            | Lac de barrage (Pine Flat Dam)                                                            |            |
| Pinecrest Lake                 | Tuolumne                          | Lac de barrage (Main Strawberry Dam)                                                      |            |
| Lac Piru                       | Ventura                           | Lac de barrage (Santa Felicia Dam)                                                        |            |
| Pit Six Reservoir              | Shasta                            | Lac de barrage (Pit #6 Dam)                                                               |            |
| Pit 7 Reservoir                | Shasta                            | Lac de barrage (Pit No. 7 Dam)                                                            |            |
| Piute Ponds                    | Los Angeles                       | Lac de barrage (dike)                                                                     |            |
| Point Potrero Pond             | Contra Costa                      | Carrière submergée                                                                        |            |
| Lake Poway                     | San Diego                         | Lac de barrage (Lake Poway Dam)                                                           |            |
| Prado Reservoir                | Riverside et San Bernardino       | Lac de barrage d'écrêtement des crues (Prado Dam)                                         |            |
| Prosser Creek Reservoir        | Nevada                            | Lac de barrage (Prosser Creek Dam)                                                        |            |
| Puddingstone Reservoir         | Los Angeles                       | Lac de barrage (Puddingstone Dam)                                                         |            |
| Pyramid Lake                   | Los Angeles                       | Lac de barrage (Pyramid Dam)                                                              |            |
| Pyramid Lake                   | El Dorado                         | Lac naturel                                                                               |            |
| Quail Lake                     | Los Angeles                       | Lac de barrage                                                                            |            |
| Rae Lakes                      | Fresno                            | Lacs naturels                                                                             |            |
| Rainbow Lake                   | Alameda                           | Carrière submergée                                                                        |            |
| Raker and Thomas Reservoirs    | Modoc                             | Lacs de barrage (Big Dobe North Dam, Big Dobe South Dam)                                  |            |
| Lake Ralphine                  | Sonoma                            | Lac de barrage (Lake Ralphine Dam)                                                        |            |
| Lake Ramona                    | San Diego                         | Lac de barrage (Lake Ramona Dam)                                                          |            |
| Rancho Seco Lake               | Sacramento                        | Lac de barrage (Rancho Seco Dam)                                                          |            |
| Rector Reservoir               | Napa                              | Lac de barrage (Rector Creek Dam)                                                         |            |
| Red Pass Lake                  | San Bernardino                    | Lac naturel asséché (bassin endoréique)                                                   |            |
| Redinger Lake                  | Fresno et Madera                  | Lac de barrage (Big Creek No. 7 Dam)                                                      |            |
| Roberts Lake                   | Sonoma                            | Lac de barrage                                                                            |            |
| Rodeo Lagoon                   | Marin                             | Lac naturel (vallée submergée)                                                            |            |
| Rogers Dry Lake                | Kern                              | Lac naturel asséché (bassin endoréique)                                                   |            |
| Rogers Lake                    | Plumas                            | Lac naturel                                                                               |            |
| Rosamond Lake                  | Kern et Los Angeles               | Lac naturel asséché (bassin endoréique)                                                   |            |
| Ruth Reservoir                 | Trinity                           | Lac de barrage (Robert W Matthews Dam)                                                    |            |
| Lake Sabrina                   | Inyo                              | Lac de barrage (Sabrina Dam)                                                              |            |
| Salt Spring Valley Reservoir   | Calaveras                         | Lac de barrage (Salt Springs Valley Dam)                                                  |            |
| Salt Springs Reservoir         | Amador et Calaveras               | Lac de barrage (Salt Springs Dam)                                                         |            |
| Salton Sea                     | Imperial et Riverside             | bassin naturel (bassin endoréique) inondé depuis 1905                                     |            |
| San Andreas Lake               | San Mateo                         | Lac de barrage (San Andreas Dam)                                                          |            |
| Lake San Antonio               | Monterey et San Luis Obispo       | Lac de barrage (San Antonio CA00813 Dam)                                                  |            |
| San Antonio Reservoir          | Alameda                           | Lac de barrage (James H Turner Dam)                                                       |            |
| San Antonio Reservoir          | San Bernardino                    | Lac de barrage (San Antonio CA10023 Dam)                                                  |            |
| San Gabriel Reservoir          | Los Angeles                       | Lac de barrage (San Gabriel No 1 Dam)                                                     |            |
| San Joaquin Reservoir          | Orange                            | Lac de barrage (San Joaquin Reservoir Dam)                                                |            |
| San Justo Reservoir            | San Benito                        | Lac de barrage (San Justo Dam)                                                            |            |
| San Luis Reservoir             | Merced                            | Lac de barrage (B. F. Sisk Dam)                                                           |            |
| San Pablo Reservoir            | Contra Costa                      | Lac de barrage (San Pablo Dam)                                                            |            |
| San Vicente Reservoir          | San Diego                         | Lac de barrage (San Vicente Dam)                                                          |            |
| Santa Anita Reservoir          | Los Angeles                       | Lac de barrage (Big Santa Anita Dam)                                                      |            |
| Santa Fe Reservoir             | Los Angeles                       | Lac de barrage d'écrêtement des crues(Santa Fe Dam)                                       |            |
| Santa Margarita Lake           | San Luis Obispo                   | Lac de barrage (Salinas Dam)                                                              |            |
| Santa Rosa Creek Reservoir     | Sonoma                            | Lac de barrage (Santa Rosa Creek Reservoir Dam)                                           |            |
| Sapphire Lake                  | Trinity                           | Lac naturel                                                                               |            |
| Scotts Flat Reservoir          | Nevada                            | Lac de barrage (Scotts Flat Dam)                                                          |            |
| Searles Lake                   | San Bernardino                    | Lac naturel asséché (bassin endoréique)                                                   |            |
| Searsville Lake                | San Mateo                         | Lac de barrage (Searsville Dam (en))                                                      |            |
| Sepulveda Flood Control Basin  | Los Angeles                       | Lac de barrage d'écrêtement des crues (Sepulveda Dam)                                     |            |
| Serene Lakes                   | Placer                            | Lac naturel                                                                               |            |
| Seven Oaks Reservoir           | San Bernardino                    | Lac de barrage d'écrêtement des crues (Seven Oaks Dam)                                    |            |
| Lake Shasta                    | Shasta                            | Lac de barrage (Shasta Dam)                                                               |            |
| Lake Shastina                  | Siskiyou                          | Lac de barrage (Shasta River Dam)                                                         |            |
| Shaver Lake                    | Fresno                            | Lac de barrage (Shaver Lake Dam)                                                          |            |
| Lake Sherwood                  | Ventura                           | Lac de barrage (Lake Sherwood Dam)                                                        |            |
| Shinn Pond                     | Alameda                           | Carrière submergée                                                                        |            |
| Silver Lake                    | Amador                            | Lac de barrage (Silver Lake CA00377 Dam)                                                  |            |
| Silver Lake Reservoir          | Los Angeles                       | Lac de barrage (Silver Lake CA00081 Dam)                                                  |            |
| Silver Lake                    | San Bernardino                    | Lac naturel asséché (bassin endoréique)                                                   |            |
| Silverwood Lake                | San Bernardino                    | Lac de barrage (Cedar Springs Dam)                                                        |            |
| Lac Siskiyou                   | Siskiyou                          | Lac de barrage (Box Canyon Dam)                                                           |            |
| Skinner Reservoir              | Riverside                         | Lac de barrage (Skinner Clearwell Dam)                                                    |            |
| Slab Creek Reservoir           | El Dorado                         | Lac de barrage (Slab Creek Dam)                                                           |            |
| Sly Creek Reservoir            | Butte                             | Lac de barrage (Sly Creek Dam)                                                            |            |
| Smith Lake                     | Plumas                            | Lac naturel                                                                               |            |
| Snag Lake                      | Lassen                            | Lac naturel                                                                               |            |
| Snake Lake                     | Plumas                            | Lac naturel                                                                               |            |
| Soda Lake                      | San Bernardino                    | Lac naturel asséché (bassin endoréique)                                                   |            |
| Soda Lake                      | San Luis Obispo                   | natural alkali lake (endorheic basin)                                                     |            |
| Lake Sonoma                    | Sonoma                            | Lac de barrage (Warm Springs Dam)                                                         |            |
| Lake Spaulding                 | Nevada                            | Lac de barrage (Lake Spaulding Dam)                                                       |            |
| Spreckels Lake                 | San Francisco                     | Réservoir                                                                                 |            |
| Spring Creek Reservoir         | Shasta                            | Lac de barrage (Spring Creek Dam)                                                         |            |
| Square Lake                    | Tehama                            | Lac naturel (tarn)                                                                        |            |
| Squaw Lake                     | Fresno                            | Lac naturel                                                                               |            |
| Stafford Lake                  | Marin                             | Lac de barrage (Novato Creek Dam)                                                         |            |
| Stampede Reservoir             | Sierra                            | Lac de barrage (Stampede Dam)                                                             |            |
| Stanford Lake                  | Mono                              | Lac naturel                                                                               |            |
| Statue Lake                    | Siskiyou                          | Lac naturel (tarn)                                                                        |            |
| Stevens Creek Reservoir        | Santa Clara                       | Lac de barrage (Stevens Creek Dam)                                                        |            |
| Stone Canyon Reservoir         | Los Angeles                       | Lac de barrage (Stone Canyon Dam)                                                         |            |
| Stony Gorge Reservoir          | #Glenn                            | Lac de barrage (Stony Gorge Dam)                                                          |            |
| Lake Success                   | Tulare                            | Lac de barrage (Success Dam)                                                              |            |
| Sugar Pine Reservoir           | Placer                            | Lac de barrage (Sugar Pine Dam)                                                           |            |
| Sulphur Creek Reservoir        | Orange                            | Lac de barrage (Sulphur Creek Dam)                                                        |            |
| Summit Lake                    | Shasta                            | Lac naturel                                                                               |            |
| Sunset Reservoir               | San Francisco                     | Lac de barrage (Sunset North Basin Dam)                                                   |            |
| Superior Lake                  | San Bernardino                    | Lac naturel asséché                                                                       |            |
| Lake Suttonfield               | Sonoma                            | Lac de barrage (Suttenfield Dam)                                                          |            |
| Sweetwater Reservoir           | San Diego                         | Lac de barrage (Sweetwater Main Dam)                                                      |            |
| Lac Tahoe                      | El Dorado et Placer               | Lac naturel réhaussé par la Lake Tahoe Dam                                                |            |
| Lake Temescal                  | Alameda                           | Lac de barrage (Lake Temescal Dam)                                                        |            |
| Tenaya Lake                    | Mariposa                          | Lac naturel (alpine)                                                                      |            |
| Thermalito Afterbay            | Butte                             | Lac de barrage (Thermalito Afterbay Dam)                                                  |            |
| Thermalito Forebay             | Butte                             | Lac de barrage (Thermalito Forebay Dam)                                                   |            |
| Lake Thomas A Edison           | Fresno                            | Lac de barrage (Vermilion Valley Dam)                                                     |            |
| Thousand Island Lake           | Madera                            | Lac naturel (alpine)                                                                      |            |
| Three Lakes                    | Plumas                            | Lac de barrage                                                                            |            |
| Timber Lake                    | Lake                              | Lac naturel                                                                               |            |
| Tinemaha Reservoir             | Inyo                              | Lac de barrage (Tinemaha Dam)                                                             |            |
| Tioga Lake                     | Mono                              | Lac de barrage (Tioga Lake Dam)                                                           |            |
| Tolay Lake                     | Sonoma                            | Lac naturel drainé en partie au XIXe siècle                                               |            |
| Toluca Lake                    | Los Angeles                       | Lac naturel                                                                               |            |
| Topaz Lake                     | Mono                              | Lac naturel réhaussé par des diversions et digues                                         |            |
| Trinity Lake                   | Trinity                           | Lac de barrage (Trinity Dam)                                                              |            |
| Lake Tuendae                   | San Bernardino                    | Lac de barrage (1955)                                                                     |            |
| Tulare Lake                    | Kings                             | Ancien lac naturel drainé fin XIXe siècle                                                 |            |
| Tule Lake                      | Modoc et Siskiyou                 | Lac naturel intermittent                                                                  |            |
| Tulloch Reservoir              | Calaveras                         | Lac de barrage (Tulloch Dam)                                                              |            |
| Turlock Lake                   | Stanislaus                        | Lac de barrage (Turlock Lake Dam)                                                         |            |
| Twain Harte Lake               | Tuolumne                          | Lac de barrage (Twain Harte Dam)                                                          |            |
| Twin Lakes                     | Mono                              | Lacs naturels                                                                             |            |
| Twitchell Reservoir            | San Luis Obispo et Santa Barbara  | Lac de barrage (Twitchell Dam)                                                            |            |
| Ukonom Lake                    | Siskiyou                          | Lac de barrage                                                                            |            |
| Union Valley Reservoir         | El Dorado                         | Lac de barrage (Union Valley Dam)                                                         |            |
| Uvas Reservoir                 | Santa Clara                       | Lac de barrage (Uvas Dam)                                                                 |            |
| Vail Lake                      | Riverside                         | Lac de barrage (Vail Dam)                                                                 |            |
| Lake Van Arsdale               | Mendocino                         | Lac de barrage (Van Arsdale Dam)                                                          |            |
| Vasona Reservoir               | Santa Clara                       | Lac de barrage (Vasona Percolating Dam)                                                   |            |
| Lake Vernon                    | Tuolumne                          | Lac naturel                                                                               |            |
| Lake Virginia                  | Fresno                            | Lac naturel                                                                               |            |
| Lac Virginia                   | Mono                              | Lac naturel                                                                               |            |
| Waca Lake                      | El Dorado                         | Lac naturel                                                                               |            |
| Lake Webb                      | Kern                              |                                                                                           |            |
| West Valley Reservoir          | Lassen et Modoc                   | Lac de barrage (West Valley Dam)                                                          |            |
| Whale Rock Reservoir           | San Luis Obispo                   | Lac de barrage (Whale Rock Dam)                                                           |            |
| Whiskeytown Lake               | Shasta                            | Lac de barrage (Whiskeytown Dam)                                                          |            |
| Whitfield Reservoir            | Alameda                           | Lac de barrage                                                                            |            |
| Whittier Narrows Reservoir     | Los Angeles                       | Lac de barrage d'écrêtement des crues Whittier Narrows Dam)                               |            |
| Lake Wishon                    | Fresno                            | Lac de barrage (Wishon Dam)                                                               |            |
| Lake Wohlford                  | San Diego                         | Lac de barrage (Lake Wohlford Dam)                                                        |            |
| Lake of the Woods              | El Dorado                         | Lac naturel (glaciaire)                                                                   |            |
| Woodward Reservoir             | Stanislaus                        | Lac de barrage (Woodward Dam)                                                             |            |
| Lac Wrights                    | El Dorado                         | Lac naturel                                                                               |            |
| Lac Yosemite                   | Merced                            | Lac de barrage (Lake Yosemite Dam)                                                        |            |

## Voir également
- Géographie de la Californie
- List of dams and reservoirs in California (en)
- List of lakes in Lake County, California (en)
- List of lakes in the San Francisco Bay Area (en)
- Liste des lacs des États-Unis
- List of largest reservoirs of California (en)
- List of rivers of California (en)
- List of rivers of California (en)